# Ribspreader
Ribspreader é uma banda de death metal da Suécia, formada em 2002.
O Ribspreader foi formado em janeiro de 2003 por Rogga Johansson e Andreas Karlsson, ambos também músicos da banda Paganizer. O álbum de estréia contou com Dan Swanö na bateria e guitarra. Swanö também masterizou o segundo álbum, Congregating the Sick, lançado em 2005.

## Integrantes
- Rogga Johansson - vocal, guitarra e baixo (2002-2005, 2005-)
- Andreas Carlsson – guitarra e baixo (2002-2005)
- Dan Swanö – bateria e guitarra (2003)
- Mattias Fiebig - bateria (2005)
- Patrik Halvarsson - baixo (2002-2005)

## Discografia
Álbuns de estúdio
- Bolted to the Cross (2004)
- Congregating the Sick (2005)
- Serenity in Obscenity (2007)
- Opus Ribcage MMVI (2009)
- The Van Murders (2011)
- Meathymns (2014)
- Suicide Gate - A Bridge to Death (2016)
- The Van Murders - Part 2 (2018)
- Crawl and Slither (2019)